# Godzikowo
Godzikowo (deutsch Gisbertshof) ist ein Ort in der polnischen Woiwodschaft Ermland-Masuren. Er gehört zur Gmina Kętrzyn (Landgemeinde Rastenburg) im Powiat Kętrzyński (Kreis Rastenburg).

## Geographische Lage
Godzikowo liegt in der nördlichen Mitte der Woiwodschaft Ermland-Masuren, 19 Kilometer nordöstlich der einstigen Kreisstadt Sensburg (polnisch Mrągowo) bzw. zehn  Kilometer südöstlich der heutigen Kreismetropole Kętrzyn (deutsch Rastenburg).

## Geschichte
Als Giesbertshof, um 1871 Giebertshof, wurde das Gut Gisbertshof im ostpreußischen Kreis Sensburg im Jahre 1838 erstmals erwähnt. Im Jahre 1871 waren in Gisbertshof 68, im Jahre 1885 noch 67 und im Jahre 1905 nur noch 28 Einwohner gemeldet.
Mit dem Gutsbezirk Eichmedien (polnisch Nakomiady) wurde das Vorwerk Gisbertshof sowie Schäferei (polnisch Owczarnia) am 30. September 1928 in die Landgemeinde Eichmedien eingegliedert.
In Kriegsfolge wurde 1945 das gesamte südliche Ostpreußen an Polen überstellt. In diesem Zusammenhang erhielt Gisbertshof die polnische Namensform „Godzikowo“ und ist heute ein Teil der Landgemeinde Kętrzyn (Rastenburg) im Powiat Kętrzyński (Kreis Rastenburg), von 1975 bis 1998 der Woiwodschaft Olsztyn, seither der Woiwodschaft Ermland-Masuren zugehörig.

## Kirche
Bis 1945 war Gisbertshof in die evangelische Kirche Eichmedien (polnisch Nakomiady) in der Kirchenprovinz Ostpreußen der Kirche der Altpreußischen Union, außerdem in die römisch-katholische Kirche Sensburg (polnisch Mrągowo) im Bistum Ermland eingepfarrt.
Heut gehört Godzikowo zur evangelischen Johanneskirche Kętrzyn innerhalb der Diözese Masuren der Evangelisch-Augsburgischen Kirche in Polen sowie zur römisch-katholischen Pfarrkirche in Nakomiady im Erzbistum Ermland.

## Verkehr
Godzikowo liegt am Ende einer Nebenstraße, die bei Nakomiady (Eichmedien) ihren Ausgang nimmt.
Über einen Bahnanschluss verfügt Godzikowo nicht mehr. Bis 1971 war der Ort Bahnstation an der Bahnstrecke Reimsdorf–Rhein (polnisch Sławkowo–Ryn) der Rastenburger Kleinbahnen.